# 横向扩散金属氧化物半导体
横向扩散金属氧化物半导体（英語：Laterally Diffused Metal Oxide Semiconductor，缩写：LDMOS）经常被用于微波/射频电路，制造于高浓度掺杂硅基底的外延层上。
LDMOS常被用于制作基站的射频功率放大器，原因是它可以满足高输出功率、栅源击穿电压大于60伏的要求。与其他器件（如GaAs場效電晶體）相比，LDMOS功放极大值的频率相对较小。LDMOS技术的生产制造商包括台灣積體電路製造公司（TSMC）、格罗方德（GLOBALFOUNDRIES）、世界先進積體電路（VIS）、英飞凌、RFMD、飞思卡尔（Freescale）等。